# Jan Abrahamszoon Beerstraten

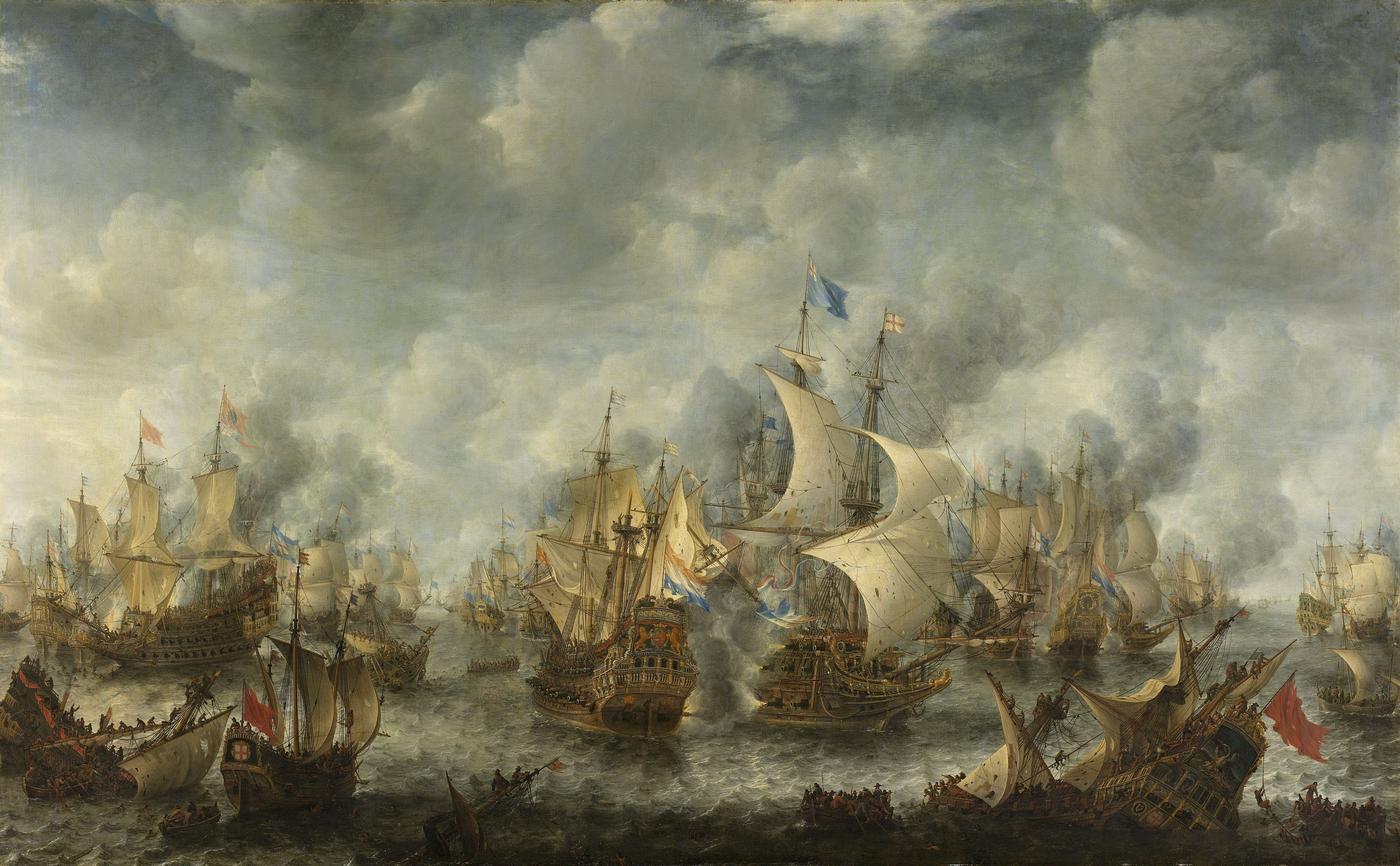
Seeschlacht bei Scheveningen 1653, mit der symbolischen Darstellung des Todes von Admiral Maarten Tromp.

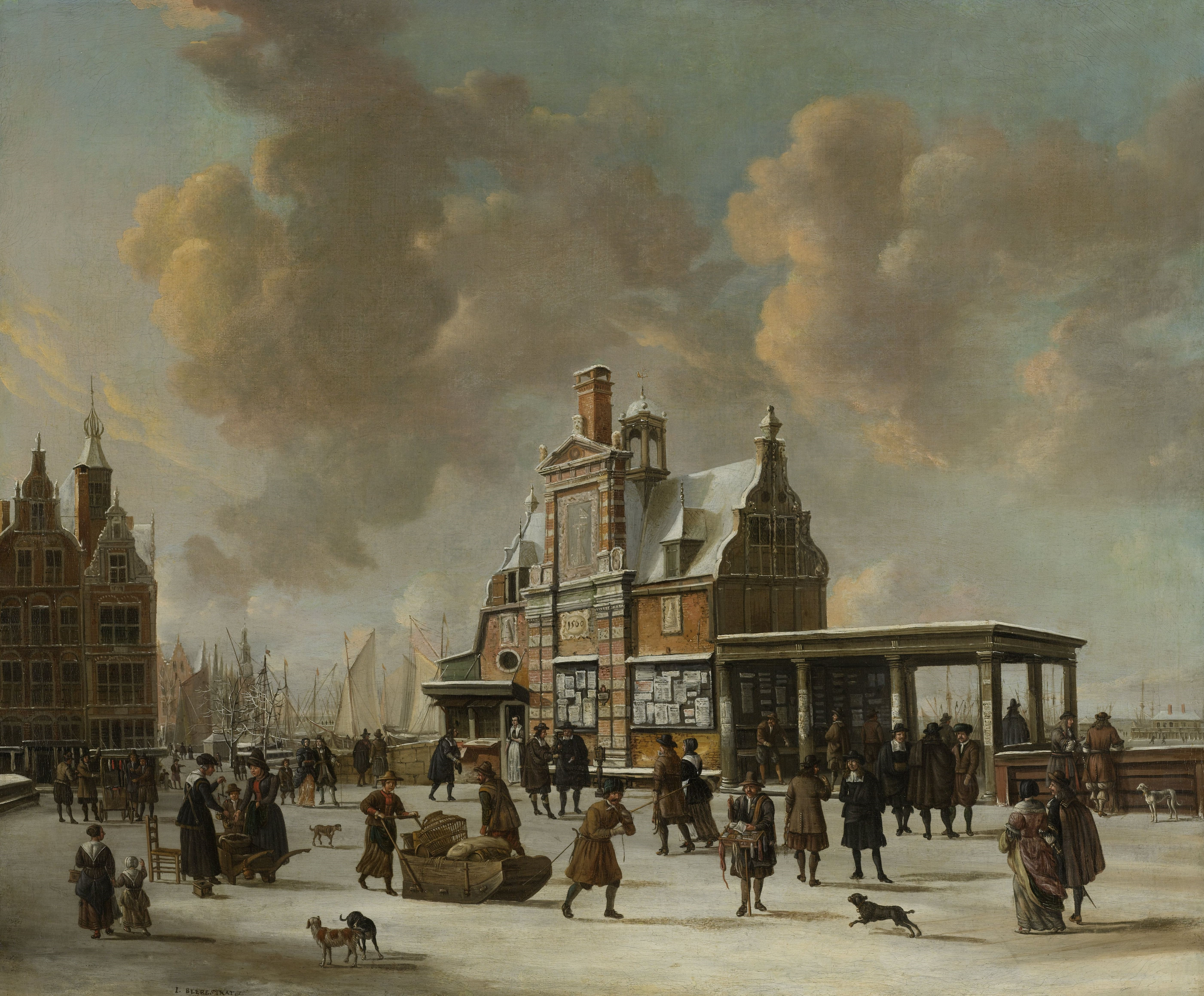
Das Paalhuis und die Nieuwe Brug

Jan Abrahamszoon Beerstraten (* 1622 in Amsterdam; † 1666 ebenda) war ein niederländischer Maler von Seestücken, Winterlandschaften und Stadtansichten.

## Biographie
Jan wurde am 1. März 1622  als Jan, Sohn von Abraham Danielsz., in der Ouden Kerk in Amsterdam ins Taufregister eingetragen. Der Vater stammte aus Embden und war Tischtucharbeiter in der Jordaan. 1642 heiratete Jan Abrahamsz.  Magdaleentje Antonis van Bronckhorst die nach der Geburt einer Tochter verstarb. Am 11. April 1665 heiratete  er die 38 Jahre alte Albertje van Crale aus Zwolle in Sloterdijk. Aber bereits am 1. Juli 1666 wurde er selber bestattet. Drei Wochen später starb die Witwe nach der Geburt ihres Kindes. Die vier jüngsten Kinder wurden danach im Waisenhaus aufgenommen. Es ist wahrscheinlich, dass einige Mitglieder Opfer der Pest geworden sind, die vor allem im Jordaan wütete.
Als er 1642 heiratete, wohnte er Elandstraat; 1649 wohnte er beim Haarlemertor. 1651 kaufte er von Johannes Colaert, einem Künstlerkollegen, ein Haus an der Rozengracht für 3000 Gulden, unweit dem Wohnort von Rembrandt, der 1658 umsiedelte.  Bei seiner zweiten Ehe (1665) wird er noch immer in der Rozengracht wohnhaft gemeldet. Manchmal arbeitete er mit Abraham Storck. 
Im Inventar des Nachlasses finden sich neben Gemälden von Jan Porcellis, Philips Wouwerman, Jan van der Heyden und Pieter de Hooch ungefähr 150 Bücher, 19 großen Foliobände, 47 kleinere Bände und einige zu Büchern gebundenen Drucke – eine für diese Zeit erstaunlich große Bibliothek.

## Namensvetter
Gerade um die Mitte des 17. Jahrhunderts sind neben Jan Abrahamsz. noch zwei weitere Beerstraten nachweisbar, die sich ebenfalls unter anderem mit der Marinemalerei beschäftigten. Bei einzelnen Werken unterschiedlichster Qualität sind die Signaturen Abraham und Johannis gefunden worden. Viele Werke wurden auch nur mit A. Beerstraten oder J. Beerstraten versehen. Zusätzlich verwirrend ist, dass Jan Abrahams auch mal Johannis genannt wird und ein Werk nach dem Tod von Jan Abrahamsz. mit Jan Beerstraten signiert wurde.